# Listă de imnuri regionale
Lista de imnuri regionale include imnuri ale statelor componente ale unor state federale, uniuni statale sau state multinaționale (precum în Statele Unite, Germania, Regatul Unit etc.), teritoriilor dependente și diviziunilor administrative (regiuni, ținuturi, comunități etc.). Sortarea este în ordine alfabetică, în funcție de numele prescurtat al statelor/regiunilor/teritoriilor.
Cuprins: Început - 0–9 A B C D E F G H I J K L M N O P Q R S T U V W X Y Z

| Stat/Regiune/Teritoriu                | Țară                                   | Imn regional | Anul apariției   | Versuri | Muzică                                           | Audio |
|                                       |                                        | |                  | |                                                  | |
| ------------------------------------- | -------------------------------------- | --- | ---------------- | --- | ------------------------------------------------ | --- |
| Aceh                                  | Indonezia                              | Aceh Mulia (Nobile Aceh)                                                                                           | 2018             | Mahrisal Rubi | Mahrisal Rubi                                    | |
| Republica Adîgheia                    | Rusia                                  | Adygə Respublikəm i Gimn (Imnul de stat al Republicii Adîgheia)                                                    | 1992             | Ișak Șumafovici Mașbaș | Umar Hațițovici Thabisimov                       | Adygə Respublikəm i Gimn Probleme cu rularea acestui fișier? Vezi pagina de ajutor .                           |
| Albay                                 | Filipine                               | Albay Sagkod pa Man (Albay pentru totdeauna)                                                                       | 2004             | Jose R. Ravalo | Jose R. Ravalo                                   | |
| Alberta                               | Canada                                 | Alberta | 2005             | Mary Kieftenbeld | Mary Kieftenbeld                                 | |
| Alsacia                               | Franța                                 | Elsässisches Fahnenlied (Imn pentru drapelul alsacian)                                                             | 1911             | Emil Woerth | Emil Woerth                                      | |
| Republica Altai                       | Rusia                                  | Altai Respublikanîҥ gimnî (Imnul Republicii Altai)                                                                 | 2001             | V. Peshnyaka | A. Adarova                                       | Altai Respublikanîҥ gimnî Probleme cu rularea acestui fișier? Vezi pagina de ajutor .                          |
| Andaluzia                             | Spania                                 | La bandera blanca y verde (Drapelul alb și verde)                                                                  | 1981             | Blas Infante | Sevilla José del Castillo Díaz                   | La bandera blanca y verde Probleme cu rularea acestui fișier? Vezi pagina de ajutor .                          |
| Andhra Pradesh                        | India                                  | Ma telugu talli ki (Mamei noastre Telugu)                                                                          | 1975             | Sankarambadi Sundaraachari                                                                                                   | Tangutari Suriyakumari                           | |
| Anglia                                | Regatul Unit                           | Jerusalem (And did those feet in ancient time) (Ierusalim)                                                         | necunoscut       | William Blake | Hubert Parry                                     | |
| Anglia                                | Regatul Unit                           | Land of Hope and Glory (Pământ al speranței și gloriei)                                                            | necunoscut       | A. C. Benson | Edward Elgar                                     | Land of Hope and Glory Probleme cu rularea acestui fișier? Vezi pagina de ajutor .                             |
| Anguilla                              | Regatul Unit                           | God Bless Anguilla (Dumnezeu să ocrpotească Anguilla)                                                              | 1981             | necunoscut | necunoscut                                       | God Bless Anguilla Probleme cu rularea acestui fișier? Vezi pagina de ajutor .                                 |
| Aragon                                | Spania                                 | Himno de Aragón (Imnul Aragonului)                                                                                 | 1989             | Ildefonso Manuel Gil, Ángel Guinda, Rosendo Tello, Manuel Vilas                                                              | Antón García Abril                               | Himno de Aragón Probleme cu rularea acestui fișier? Vezi pagina de ajutor .                                    |
| Regiunea Arhanghelsk                  | Rusia                                  | Gimn Arhanghelskoi oblasti (Imnul Regiunii Arkhanghelsk)                                                           | 2007             | Nina Meshko | Nina Meshko                                      | |
| Aruba                                 | Țările de Jos                          | Aruba Dushi Tera (Aruba, țară dragă)                                                                               | 1976             | Juan Chabaya Lampe | Rufo Wever                                       | Aruba Dushi Tera Probleme cu rularea acestui fișier? Vezi pagina de ajutor .                                   |
| Assam                                 | India                                  | O Mur Apunar Desh (Oh, țara mea iubită)                                                                            | 2013             | Lakshminath Bezbaroa | Kamala Prasad Agarwala                           | |
| Asturia                               | Spania                                 | Asturias, patria querida (Asturia, patrie dragă)                                                                   | 1984             | Ignacio Piñeiro | necunoscut                                       | |
| Australia de Vest                     | Australia                              | Western Australia (Australia de Vest)                                                                              | 2013             | Rod Christian | Rod Christian                                    | |
| Austria Inferioară                    | Austria                                | Niederösterreichische Landeshymne (Imnul de stat al Austriei Inferioare)                                           | 1965             | Franz Karl Ginzkey | Ludwig van Beethoven                             | |
| Austria Superioară                    | Austria                                | Hoamatgsang (Cântec pentru patrie)                                                                                 | 1952             | Franz Stelzhamer | Hans Schnopfhagen                                | Hoamatgsang Probleme cu rularea acestui fișier? Vezi pagina de ajutor .                                        |
| Azad Cașmir                           | Pakistan (teritoriu disputat)          | Watan Hamara Azad Kashmir (Țara noastră, Azad Cașmir)                                                              | 1965             | Hafeez Jalandhari | Hafeez Jalandhari                                | |
| Baden-Württemberg                     | Germania                               | Badnerlied (Cântec din Baden)                                                                                      | necunoscut       | necunoscut | Joseph Victor von Scheffel                       | |
| Baden-Württemberg                     | Germania                               | Lied der Württemberger (Cântec din Württemberg)                                                                    | necunoscut       | Justinus Kerner | necunoscut                                       | |
| Bangsamoro                            | Filipine                               | Bangsamoro Hymn (Imnul Bangsamoro)                                                                                 | 2020             | necunoscut | necunoscut                                       | Bangsamoro Hymn Probleme cu rularea acestui fișier? Vezi pagina de ajutor .                                    |
| Republica Bașkortostan                | Rusia                                  | Bașҡortostan Respublikaһînîң dәүlәt gimnî (Imnul de stat al Republicii Bașkortostan)                               | 2008             | Ravil Bikbaev, Räșit Șäkür, Farit Idrisov, Svetlana Ciuraeva                                                                 | Farit Idrisov                                    | Bașҡortostan Respublikaһînîң dәүlәt gimnî Probleme cu rularea acestui fișier? Vezi pagina de ajutor .          |
| Bavaria                               | Germania                               | Bayernhymne (Imnul Bavariei)                                                                                       | 1964             | Michael Öchsner | Konrad Max Kunz                                  | Bayernhymne Probleme cu rularea acestui fișier? Vezi pagina de ajutor .                                        |
| Bengalul de Vest                      | India                                  | Banglar Mati Banglar Jol (Pământul Bengalului, apa Bengalului)                                                     | 2023             | Rabindranath Tagore | Rabindranath Tagore                              | |
| Bihar                                 | India                                  | Mere Bharat Ke Kanthahar (Ghirlanda Indiei mele)                                                                   | 2012             | Satya Narayan | Hari Prasad Chaurasia, Shivkumar Sharma          | |
| Bohol                                 | Filipine                               | Awit sa Bohol (Cântec pentru Bohol)                                                                                | 1970             | Justino Romea | Justino Romea                                    | |
| Bogor                                 | Indonezia                              | Bogor Kota Kesayangan (Bogor, iubită cetate)                                                                       | necunoscut       | Nursyamsi AS | Nursyamsi AS                                     | |
| Bonaire                               | Țările de Jos                          | Tera di Solo y suave biento (Țară a Soarelui și brizei blânde)                                                     | 1964             | necunoscut | J. B. A. Palm                                    | Tera di Solo y suave biento Probleme cu rularea acestui fișier? Vezi pagina de ajutor .                        |
| Regiunea Breansk                      | Rusia                                  | Șumel surovo Breanski les (Pădurea Breanskului, aspru fremătând)                                                   | necunoscut       | necunoscut | necunoscut                                       | |
| Bretania                              | Franța                                 | Bro Gozh ma Zadoù (Țară străveche a strămoșilor mei)                                                               | 1897             | François Jaffrennou | James James                                      | Bro Gozh ma Zadoù Probleme cu rularea acestui fișier? Vezi pagina de ajutor .                                  |
| Republica Bureatia                    | Rusia                                  | Bүgiedie Nairamdaha Bureaad Ulasai duulal (Imnul Republicii Bureatia)                                              | 1995             | Damba Zodbîn Jalsaraev | Anatoli Andreevici Andreev                       | Bүgiedie Nairamdaha Bureaad Ulasai duulal Probleme cu rularea acestui fișier? Vezi pagina de ajutor .          |
| Burgenland                            | Austria                                | Mein Heimatvolk, mein Heimatland (Poporul meu, patria mea)                                                         | 1935             | Ernst Joseph Görlich | Peter Zauner                                     | |
| Capiz                                 | Filipine                               | O, Capiz (Oh, Capiz)                                                                                               | 2006             | Charmaine O. Guartero | Charmaine O. Guartero                            | |
| Catalonia                             | Spania                                 | Els Segadors (Secerătorii)                                                                                         | 1899             | Emili Guanyavents | Francesc Alió                                    | Els Segadors Probleme cu rularea acestui fișier? Vezi pagina de ajutor .                                       |
| Cantabria                             | Spania                                 | Himno a la Montaña (Imnul muntelui)                                                                                | 1987             | Juan Guerrero Urresti | Juan Guerrero Urresti                            | Himno a la Montaña Probleme cu rularea acestui fișier? Vezi pagina de ajutor .                                 |
| Republica Carelia                     | Rusia                                  | Gosudarstvennîi gimn Respubliki Karelia (Imnul de stat al Republicii Carelia)                                      | 1993             | Armas Mișin, Ivan Kostin | Aleksandr Beloborodov                            | Gosudarstvennîi gimn Respubliki Karelia Probleme cu rularea acestui fișier? Vezi pagina de ajutor .            |
| Carintia                              | Austria                                | Kärntner Heimatlied (Carinthian Homeland Song)                                                                     | 1911             | Johann Thaurer von Gallenstein / Agnes Millonig                                                                              | Josef Rainer von Harbach                         | |
| Cașubia                               | Polonia                                | Zemia Rodnô (Patria)                                                                                               | 2006             | Jan Trepczyk | Jan Trepczyk                                     | |
| Cebu                                  | Filipine                               | Sugbo (Cebu) | 2006             | Susana Cabahug, Rogelio Serna                                                                                                | Angel Cabilao                                    | Sugbo Probleme cu rularea acestui fișier? Vezi pagina de ajutor .                                              |
| Chhattisgarh                          | India                                  | Arpa Pairi Ke Dhar (Râurile din Arpa și Pairi)                                                                     | 2019             | Narendra Dev Verma | Narendra Dev Verma                               | |
| Republica Cecenia                     | Rusia                                  | Noxçiyn Respublikan șatlaqxan illi (Imnul Republicii Cecene)                                                       | 2010             | Ahmat Kadîrov | Umar Beksultanov                                 | Noxçiyn Respublikan șatlaqxan illi Probleme cu rularea acestui fișier? Vezi pagina de ajutor .                 |
| Regiunea Celeabinsk                   | Rusia                                  | Gimn Celeabinskoi oblasti (Imnul regiunii Chelyabinsk)                                                             | necunoscut       | necunoscut | necunoscut                                       | |
| Districtul autonom Ciukotka           | Rusia                                  | Gimn Ciukotskogo avtonomnogo okruga (Imnul districtului autonom Ciukotka)                                          | 2000             | V.F. Mitiuhin | K.N. Kelena-Zorina                               | |
| Comunitatea Autonomă a Țării Basce    | Spania                                 | Eusko Abendaren Ereserkia (Imnul Țării Bascilor)                                                                   | 1983             | Sabino Arana | necunoscut                                       | Eusko Abendaren Ereserkia Probleme cu rularea acestui fișier? Vezi pagina de ajutor .                          |
| Cornwall                              | Regatul Unit                           | The Song of the Western Men (Cântecul oamenilor din Apus)                                                          | 1824             | Robert Stephen Hawker | Louisa T. Clare                                  | |
| Cornwall                              | Regatul Unit                           | Bro Goth agan Tasow (Străvechi pământ al străbunilor noștri)                                                       | necunoscut       | necunoscut | necunoscut                                       | Bro Goth agan Tasow Probleme cu rularea acestui fișier? Vezi pagina de ajutor .                                |
| Corsica                               | Franța                                 | Dio vi Salvi Regina (Dumnezeu să vă ocrotească, Regină)                                                            | 1735             | Francis de Geronimo | necunoscut                                       | |
| Republica Autonomă Crimeea            | Teritoriu disputat de Rusia și Ucraina | Gimn Avtonomnoi Respubliki Krîm (Imnul Republicii Autonome Crimeea)                                                | 2000             | Olga Golubeva | Alemdar Karamanov                                | Gimn Avtonomnoi Respubliki Krîm Probleme cu rularea acestui fișier? Vezi pagina de ajutor .                    |
| Curaçao                               | Țările de Jos                          | Himno di Kòrsou (Imnul Curaçao)                                                                                    | 1978             | Guillermo Rosario, Mae Henriquez, Enrique Muller, Betty Doran                                                                | Frater M. Candidus Nouwens, Errol Colina         | Himno di Kòrsou Probleme cu rularea acestui fișier? Vezi pagina de ajutor .                                    |
| Republica Daghestan                   | Rusia                                  | Gosudarstvennîi gimn Respubliki Daghestan (Imnul de stat al Republicii Daghestan)                                  | 2016             | Rasul Gamzatov, Nikolai Dorizo                                                                                               | Murad Kajlaev                                    | Gosudarstvennîi gimn Respubliki Daghestan Probleme cu rularea acestui fișier? Vezi pagina de ajutor .          |
| Depok                                 | Indonezia                              | Mars Kota Depok (Marșul Depok)                                                                                     | necunoscut       | Hj. Rini Tjakraningrat S.Sargo                                                                                               | Hj. Rini Tjakraningrat S.Sargo                   | |
| Drenthe                               | Țările de Jos                          | Mijn Drenthe (Drenthe al meu)                                                                                      | 1930             | Jan Uilenberg | Jan Uilenberg                                    | |
| Extremadura                           | Spania                                 | Himno de Extremadura (Imnul Extremadura)                                                                           | necunoscut       | necunoscut | necunoscut                                       | |
| Flandra                               | Belgia                                 | De Vlaamse Leeuw (Leul flamand)                                                                                    | 1973             | Hippoliet Van Peene | Karel Miry                                       | De Vlaamse Leeuw Probleme cu rularea acestui fișier? Vezi pagina de ajutor .                                   |
| Flevoland                             | Țările de Jos                          | Waar wij steden doen verrijzen (Unde ridicăm orașe)                                                                | necunoscut       | Mak Zeiler | Riemer van der Meulen                            | |
| Frizia                                | Țările de Jos                          | De âlde Friezen (Bătrânii frisieni)                                                                                | 1876             | Eeltsje Halbertsma | Heinrich Christian Schnoor                       | |
| Galicia                               | Spania                                 | Os Pinos (Pinii)                                                                                                   | 1907             | Eduardo Pondal | Pascual Veiga                                    | |
| Găgăuzia                              | Moldova                                | Tarafım (Patria mea)                                                                                               | 1994             | Mina Kiosea | Mihail Colța                                     | Tarafım Probleme cu rularea acestui fișier? Vezi pagina de ajutor .                                            |
| Gelderland                            | Țările de Jos                          | Ons Gelderland (Patria noastră, Gelderland)                                                                        | 1998             | Coenradus Geerlings | Coenradus Geerlings                              | |
| Gelderland                            | Țările de Jos                          | Het Geldersch Volkslied (Imnul național al Gelderland)                                                             | necunoscut       | Jan van Riemsdijk | Rombout van Riemsdijk                            | |
| Gibraltar                             | Regatul Unit                           | Gibraltar Anthem (Imnul Gibraltarului)                                                                             | 1994             | Peter Emberley | Peter Emberley                                   | |
| Groenlanda                            | Danemarca                              | Nunarput utoqqarsuanngoravit (Străveche patrie a noastră)                                                          | 1916             | Henrik Lund | Jonathan Petersen                                | Nunarput utoqqarsuanngoravit Probleme cu rularea acestui fișier? Vezi pagina de ajutor .                       |
| Groningen                             | Țările de Jos                          | Grönnens Laid (Cântecul Groningen)                                                                                 | 1919             | Gerhard Willem Spitzen | Gerard Roelof Jager, Frieso Molenaar             | Grönnens Laid Probleme cu rularea acestui fișier? Vezi pagina de ajutor .                                      |
| Guam                                  | Statele Unite                          | Stand Ye Guamanians (Ridicați-vă, guamanieni)                                                                      | 1919             | Ramon Manalisay Sablan | Ramon Manalisay Sablan                           | |
| Guernsey                              | Regatul Unit                           | Sarnia Cherie (Dragă Guernsey)                                                                                     | 1911             | George Deighton | Domenico Santangelo                              | |
| Gujarat                               | India                                  | Jai Jai Garavi Gujarat (Victorie mândrului Gujarat!)                                                               | 2011             | Narmadashankar Dave | necunoscut                                       | |
| Republica Hakasia                     | Rusia                                  | Gimn Respubliki Hakasia (Imnul Republicii Hakasia)                                                                 | 2015             | Vladislav Torosov, V.G. Șulbaeva, G.G. Kazacinova                                                                            | Gherman Tanbaev                                  | Gimn Respubliki Hakasia Probleme cu rularea acestui fișier? Vezi pagina de ajutor .                            |
| Hamburg                               | Germania                               | Hamburg-Hymne (Imnul Hamburgului)                                                                                  | 1828             | Georg Nikolaus Bärmann | Albert Methfessel                                | |
| Hawaii                                | Statele Unite                          | Hawai'i Pono'ī (Hawaii însuși)                                                                                     | 1967             | King Kalākaua | Captain Henri Berger                             | |
| Hessa                                 | Germania                               | Hessenlied (Cântecul Hesse)                                                                                        | 1951             | Karl Preser | Albrecht Brede                                   | |
| Republica Iacutia                     | Rusia                                  | Gosudarstvennîi gimn Respubliki Saha (Imnul de stat al Republicii Iacutia)                                         | 1993             | Savva Tarasov, Mihail Timofeev                                                                                               | Kirill Gherasimov                                | Gosudarstvennîi gimn Respubliki Saha Probleme cu rularea acestui fișier? Vezi pagina de ajutor .               |
| Districtul autonom Iamalia-Neneția    | Rusia                                  | Gimn Hantî-Mansiiskogo avtonomnogo okruga (Imnul districtului autonom Iamalia-Neneția)                             | 2010             | Ludmila Hodunova | Iuri Iunkerov                                    | |
| Republica Ingușetia                   | Rusia                                  | Gimn Respubliki Ingușetii (Imnul de stat al Republicii Iacutia)                                                    | 1993             | Ramzan Țurov | Ruslan Zangiev                                   | Gimn Respubliki Ingușetii Probleme cu rularea acestui fișier? Vezi pagina de ajutor .                          |
| Insula Jersey                         | Regatul Unit                           | Island Home (Insulă casă)                                                                                          | 2007             | Gerard Le Feuvre | Gerard Le Feuvre                                 | |
| Insula Man                            | Regatul Unit                           | Arrane Ashoonagh dy Vannin (Oh, pământ al nașterii noastre)                                                        | 2003             | William Henry Gill | William Henry Gill                               | Arrane Ashoonagh dy Vannin Probleme cu rularea acestui fișier? Vezi pagina de ajutor .                         |
| Insula Norfolk                        | Australia                              | Come Ye Blessed (Veniți binecuvântați)                                                                             | 1917             | John Prindle Scott | John Prindle Scott                               | |
| Insula Sfânta Elena                   | Regatul Unit                           | My Saint Helena Island (Insula mea, Sfânta Elena)                                                                  | 1975             | Dave Mitchell | Dave Mitchell                                    | |
| Insulele Azore                        | Portugalia                             | Hino dos Açores (Imnul Azorelor)                                                                                   | 1980             | Natália Correia | Teófilo Brazão                                   | |
| Insulele Åland                        | Finlanda                               | Ålänningens sång (Cîntecul Ålanderilor)                                                                            | 1922             | John Grandell | Johan Fridolf Hagfors                            | |
| Insulele Baleare                      | Spania                                 | La Balanguera (Balanguera)                                                                                         | 1996             | Joan Alcover i Maspons | Amadeu Vives                                     | La Balanguera Probleme cu rularea acestui fișier? Vezi pagina de ajutor .                                      |
| Insulele Bermude                      | Regatul Unit                           | Hail to Bermuda (Salut Bermuda)                                                                                    | 1984             | Bette Johns | Bette Johns                                      | Hail to Bermuda Probleme cu rularea acestui fișier? Vezi pagina de ajutor .                                    |
| Insulele Canare                       | Spania                                 | Himno de Canarias (Imnul Canarelor)                                                                                | 2003             | necunoscut | Teobaldo Power                                   | Himno de Canarias Probleme cu rularea acestui fișier? Vezi pagina de ajutor .                                  |
| Insulele Cayman                       | Regatul Unit                           | Beloved Isle Cayman (Iubită insulă Cayman)                                                                         | 1930             | necunoscut | necunoscut                                       | |
| Insulele Cook                         | Noua Zeelandă                          | Te Atua Mou E (Dumnezeu e Adevăr)                                                                                  | 1982             | Pa Tepaeru Te Rito Ariki Davis                                                                                               | Thomas Davis                                     | Te Atua Mou Ea Probleme cu rularea acestui fișier? Vezi pagina de ajutor .                                     |
| Insulele Falkland                     | Regatul Unit                           | Song of the Falklands (Cântecul Falkland)                                                                          | 1930             | Christopher Lanham | necunoscut                                       | |
| Insulele Feroe                        | Danemarca                              | Tú alfagra land mítt (Tu, cel mai frumos pământ al meu)                                                            | 1906             | Símun av Skarði | Peter Alberg                                     | Tú alfagra land mítt Probleme cu rularea acestui fișier? Vezi pagina de ajutor .                               |
| Comunitatea Insulelor Mariane de Nord | Statele Unite                          | Gi Talo Gi Halom Tasi (În largul mării)                                                                            | 1996             | David Kapileo Taulamwaar Peter                                                                                               | Wilhelm Ganzhorn                                 | Gi Talo Gi Halom Tasi Probleme cu rularea acestui fișier? Vezi pagina de ajutor .                              |
| Insulele Pitcairn                     | Regatul Unit                           | We from Pitcairn Island (Noi, cei din Insulele Pitcairn)                                                           | necunoscut       | necunoscut | Frederick Lehman                                 | |
| Insulele Turks și Caicos              | United Kingdom                         | This Land of Ours (Acest pământ al nostru)                                                                         | necunoscut       | Conrad Howell | Conrad Howell                                    | |
| Insulele Virgine Americane            | Statele Unite                          | Virgin Islands March (Marșul Insulelor Virgine)                                                                    | 1963             | Alton Adams | Sam Williams                                     | Virgin Islands March Probleme cu rularea acestui fișier? Vezi pagina de ajutor .                               |
| Insulele Virgine Britanice            | Regatul Unit                           | Oh, Beautiful Virgin Islands (Oh, frumoase Insule Virgine)                                                         | 2013             | Ayana Hull | Ayana Hull, Kareem-Nelson Hull                   | |
| Irlanda de Nord                       | Regatul Unit                           | Londonderry Air (Cântec folk de Londonderry)                                                                       | necunoscut       | Jane Ross | necunoscut                                       | Londonderry Air Probleme cu rularea acestui fișier? Vezi pagina de ajutor .                                    |
| Java de Est                           | Indonezia                              | Mars Jawa Timur (Marșul Javei de Est)                                                                              | necunoscut       | Soekarwo (Pakdhe Karwo) | Soekarwo (Pakdhe Karwo)                          | |
| Jakarta                               | Indonezia                              | Mars DKI Jakarta (Marșul Jakarta)                                                                                  | necunoscut       | Bambang Sugiono, Agus Suradika                                                                                               | Sumarsono și Lilik Haryadi T.                    | |
| Jambi                                 | Indonezia                              | Himne Provinsi Jambi (Imnul provinciei Jambi)                                                                      | necunoscut       | Zulbahri și Didin Siroz | Zulbahri și Didin Siroz                          | |
| Jászság                               | Ungaria                                | Jász himnusz (Imnul Jász)                                                                                          | 2000             | Áron Gaál | László Borsodi                                   | |
| Johor                                 | Malaysia                               | Lagu Bangsa Johor (Cântecul Johor)                                                                                 | 1897             | Hj. Mohamed Said bin Hj. Solomon                                                                                             | Mackertich Galistan Abdullah                     | State Anthem of Johor Probleme cu rularea acestui fișier? Vezi pagina de ajutor .                              |
| Jura                                  | Elveția                                | La Nouvelle Rauracienne (Noua Rauracienne)                                                                         | 1990             | Xavier Stockmar | M. Beuchat                                       | La Nouvelle Rauracienne Probleme cu rularea acestui fișier? Vezi pagina de ajutor .                            |
| Kalimantanul de Est                   | Indonezia                              | Mars Kalimantan Timur (Marșul Kalimantanului de Est)                                                               | necunoscut       | Bayu Djailani | Bayu Djailani                                    | |
| Kalimantanul de Nord                  | Indonezia                              | Mars Kalimantan Utara (Marșul Kalimantanului de Nord)                                                              | necunoscut       | Addie MS | Addie MS                                         | |
| Republica Kalmîkia                    | Rusia                                  | Gimn Respubliki Kalmîkia (Imnul Republicii Kalmîkia)                                                               | 2011             | Vera Șugraeva | Arkadi Mandjiev                                  | Gimn Respubliki Kalmîkia Probleme cu rularea acestui fișier? Vezi pagina de ajutor .                           |
| Ținutul Kamceatka                     | Rusia                                  | Gimn Kamceatskogo kraia (Imnul Ținutului Kamceatka)                                                                | 2010             | Boris Dubrovin | Evgheni Morozov                                  | |
| Karakalpakstan                        | Uzbekistan                             | Қaraқalpaқstan Respublikasînîң Mәmleketlik Gimni (Imnul de stat al Republicii Karakalpakstan)                      | 1993             | Ibragim Iusupov | Nadjimaddin Muhammeddinov                        | Қaraқalpaқstan Respublikasînîң Mәmleketlik Gimni Probleme cu rularea acestui fișier? Vezi pagina de ajutor .   |
| Republica Karaciai-Cerchezia          | Rusia                                  | Gimn Karaceaevo-Cerkesii (Imnul Karaciai-Cerchezia)                                                                | 1998             | Yusuf Sozarukov | Aslan Daurov                                     | Gimn Karaceaevo-Cerkesii Probleme cu rularea acestui fișier? Vezi pagina de ajutor .                           |
| Karnataka                             | India                                  | Jaya Bharata Jananiya Tanujate (Victorie pentru tine Mamă Karnataka, fiică a Mamei India!)                         | 2004             | Kuppali Venkatappa Puttappa                                                                                                  | Mysore Ananthaswamy                              | |
| Kedah                                 | Malaysia                               | Allah Selamatkan Sultan Mahkota (Allah să-l binecuvinteze pe sultanul încoronat)                                   | 1937             | Abdullah Syed Hussain Shahabuddin                                                                                            | J. A. Redhill                                    | Allah Selamatkan Sultan Mahkota Probleme cu rularea acestui fișier? Vezi pagina de ajutor .                    |
| Kelantan                              | Malaysia                               | Selamat Sultan ([Allah] Să-l ocrotească pe Sultan)                                                                 | 1927             | Haji Mohamed bin Mohamed Saaid                                                                                               | Mahmood bin Hamzah                               | Selamat Sultan Probleme cu rularea acestui fișier? Vezi pagina de ajutor .                                     |
| Republica Komi                        | Rusia                                  | Gosudarstvennîi gimn Respubliki Komi (Anthem of the Republic of Komi)                                              | 2006             | Viktor Savin | Viktor Savin                                     | Gosudarstvennîi gimn Respubliki Komi Probleme cu rularea acestui fișier? Vezi pagina de ajutor .               |
| Ținutul Krasnodar                     | Rusia                                  | Tî Kuban, tî nașa Rodina! (Tu ești Kuban, ești Patria noastră!)                                                    | 1914             | Konstantin Obrazțov | necunoscut                                       | |
| Kurdistan                             | Irak                                   | Ey Reqîb (Oh, dușmane!)                                                                                            | 1938             | Dildar (Yunis Rauf) | necunoscut                                       | Ey Reqîb Probleme cu rularea acestui fișier? Vezi pagina de ajutor .                                           |
| La Union                              | Filipine                               | La Union Hymn (Imnul La Union)                                                                                     | 1999             | Primitivo L. Acosta Jr. | Primitivo L. Acosta Jr.                          | |
| Labrador                              | Canada                                 | Ode to Labrador (Odă Labradorului)                                                                                 | 1927             | Harry Paddon | Ernst Anschuetz                                  | Ode to Labrador Probleme cu rularea acestui fișier? Vezi pagina de ajutor .                                    |
| Lampung                               | Indonezia                              | Sang Bumi Ruwa Jurai (Un pământ, două tradiții)                                                                    | necunoscut       | Syaiful Anwar | Syaiful Anwar                                    | |
| Lampung                               | Indonezia                              | Mars Pemda Lampung (Marșul Guvernului regional Lampung)                                                            | necunoscut       | necunoscut | necunoscut                                       | |
| Laponia                               | Norvegia                               | Sámi soga lávlla (Cântecul poporului Sami)                                                                         | 1986             | Isak Saba | Arne Sørli                                       | Sámi soga lávlla Probleme cu rularea acestui fișier? Vezi pagina de ajutor .                                   |
| Regiunea Leningrad                    | Rusia                                  | Semia leningradskaia (Familia Leningrad)                                                                           | necunoscut       | Mihail Leikin | Svetlana Mironova                                | |
| Limburg (Belgia)                      | Belgia                                 | Limburg mijn Vaderland (Limburg, patria strămoșilor mei)                                                           | necunoscut       | Gerard Krekelberg | Henri Tijssen                                    | Limburg mijn Vaderland Probleme cu rularea acestui fișier? Vezi pagina de ajutor .                             |
| Limburg (Țările de Jos)               | Țările de Jos                          | Limburg mijn Vaderland (Limburg, patria strămoșilor mei)                                                           | necunoscut       | Gerard Krekelberg | Henri Tijssen                                    | Limburg mijn Vaderland Probleme cu rularea acestui fișier? Vezi pagina de ajutor .                             |
| Madeira                               | Portugalia                             | Hino da Região Autónoma da Madeira (Imnul Regiunii Autonome Madeira)                                               | 1980             | Ornelas Teixeira | João Victor Costa                                | Hino da Região Autónoma da Madeira Probleme cu rularea acestui fișier? Vezi pagina de ajutor .                 |
| Madhya Pradesh                        | India                                  | Mera Madhya Pradesh (Madhya Pradesh a mea)                                                                         | 2010             | Mahesh Shrivastava | Mahesh Shrivastava                               | |
| Maharashtra                           | India                                  | Jai Jai Maharashtra Majha (Victorie pentru Maharashtra mea!)                                                       | 2023             | Raja Badhe | Shrinivas Khale                                  | |
| Malacca                               | Malaysia                               | Melaka Maju Jaya (Învingătoare Malacca)                                                                            | 1957             | Saiful Bahri | Saiful Bahri                                     | Melaka Maju Jaya Probleme cu rularea acestui fișier? Vezi pagina de ajutor .                                   |
| Manipur                               | India                                  | Sana Leibak Manipur (Manipur, pământ de aur)                                                                       | 2021             | Bachaspatimayum Jayantakumar Sharma                                                                                          | Aribam Syam Sharma                               | |
| Republica Mari El                     | Rusia                                  | Gosudarstvennîi gimn Respubliki Mari Iel (Imnul de stat al Republicii Mari El)                                     | 1992             | Davlet Islamov, Vl. Panov | Iuri Evdokimov                                   | |
| Montserrat                            | Regatul Unit                           | Motherland (Patrie)                                                                                                | 2013             | Howard Fergus | George Irish                                     | |
| Moravia                               | Cehia                                  | Jsem Moravan (Sunt Moravian)                                                                                       | necunoscut       | Kašpar Pivoda | Václav Novotný                                   | Jsem Moravan Probleme cu rularea acestui fișier? Vezi pagina de ajutor .                                       |
| Republica Mordovia                    | Rusia                                  | Șumbrat, Mordovia! (Te salut, Mordovia!)                                                                           | necunoscut       | S. Kiniakin | N. Koșelieva                                     | Șumbrat, Mordovia! Probleme cu rularea acestui fișier? Vezi pagina de ajutor .                                 |
| Moscova                               | Rusia                                  | Moya Moskva (Moscova mea)                                                                                          | 1995             | Mark Liseanskii, Serghei Agranean                                                                                            | Isaak Dunaevski                                  | |
| Prefectura Nagano                     | Japonia                                | Shinano no Kuni (Țara Shinano)                                                                                     | 1968             | Asai Retsu | Kitamura Sueharu                                 | Shinano no Kuni Probleme cu rularea acestui fișier? Vezi pagina de ajutor .                                    |
| Negeri Sembilan                       | Malaysia                               | Berkatlah Yang DiPertuan Besar Negeri Sembilan (Fii binecuvântat, Mare Conducător al Negeri Sembilan)              | 1911             | Tuanku Muhammad | Andrew Caldecott                                 | Berkatlah Yang DiPertuan Besar Negeri Sembilan Probleme cu rularea acestui fișier? Vezi pagina de ajutor .     |
| Districtul autonom Neneția            | Rusia                                  | Gimn Nenețkogo avtonomnogo okruga (Imnul Districtului autonom Neneția)                                             | 2008             | Inga Arteeva | Tatiana Artemieva                                | Gimn Nenețkogo avtonomnogo okruga Probleme cu rularea acestui fișier? Vezi pagina de ajutor .                  |
| Newfoundland și Labrador              | Canada                                 | Ode to Newfoundland (Odă pentru Newfoundland)                                                                      | 1902             | Charles Cavendish Boyle | E.R. Krippner                                    | Ode to Newfoundland Probleme cu rularea acestui fișier? Vezi pagina de ajutor .                                |
| Niue                                  | Noua Zeelandă                          | Ko e Iki he Lagi (Dumnezeu din Ceruri)                                                                             | 1974             | necunoscut | necunoscut                                       | Ko e Iki he Lagi Probleme cu rularea acestui fișier? Vezi pagina de ajutor .                                   |
| Noua Caledonie                        | Franța                                 | Soyons unis, devenons frères (Să fim uniți, să devenim frați)                                                      | 2010             | necunoscut | necunoscut                                       | |
| Nueva Vizcaya                         | Filipine                               | Vizcaya Hymn (Imnul Vizcaya)                                                                                       | 2012             | Jaime M. Macadangdang | Jaime M. Macadangdang                            | |
| Occitania                             | Franța · Italia · Spania               | Se Canta (Dacă se cântă)                                                                                           | necunoscut       | Gaston III de Foix-Béarn (Fébus)                                                                                             |                                                  | Se Canta Probleme cu rularea acestui fișier? Vezi pagina de ajutor .                                           |
| Odisha                                | India                                  | Bande Utkala Janani (Te slăvesc, Mamă Utkala!)                                                                     | 2020             | Laxmikanta Mohapatra | Balakrushna Dash                                 | |
| Olanda de Nord                        | Țările de Jos                          | Ik houd van het groen in je wei (Iubesc verdele pajiștilor tale)                                                   | 2000             | P.J. Ferdinant, Sytze de Vries                                                                                               | Gerrit Bosch                                     | |
| Olanda de Sud                         | Țările de Jos                          | Zuid-Hollands volkslied (Cântecul Olandei de Sud)                                                                  | 1950             | L.C. Winkelman | H.G. Lukkien                                     | |
| Regiunea Omsk                         | Rusia                                  | Gimn Omskoi Oblasti (Imnul regiunii Omsk)                                                                          | necunoscut       | necunoscut | necunoscut                                       | |
| Ontario                               | Canada                                 | A Place to Stand, a Place to Grow (Un loc în care să stai, un loc în care să crești)                               | 1967             | Richard Morris | Dolores Claman, Jerry Toth                       | |
| Republica Osetia de Nord              | Rusia                                  | Respublikӕ Țӕgat Irîston-Alaniiî paddzahadon gimn (Imnul național al Republicii Osetia de Nord-Alania)             | 1994             | Kamal Hodov | Makoev Țorionti                                  | Respublikӕ Țӕgat Irîston-Alaniiî paddzahadon gimn Probleme cu rularea acestui fișier? Vezi pagina de ajutor .  |
| Overijssel                            | Țările de Jos                          | Aan de rand van Hollands gouwen (La marginea provinciilor olandeze)                                                | 1951             | Johan Polman | Johan Polman                                     | |
| Pahang                                | Malaysia                               | Allah Selamatkan Sultan Kami (Allah să-l ocrotească pe sultanul nostru)                                            | 1923             | Dorothy Lilian Swarder | Dorothy Lilian Swarder                           | Allah Selamatkan Sultan Kami Probleme cu rularea acestui fișier? Vezi pagina de ajutor .                       |
| Pampanga                              | Filipine                               | Imno ning Kapampangan (Imnul Pampanga)                                                                             | 1988             | Vedasto Ocampo, Serafin Lacson, Jose Gallardo                                                                                | Gregorio Canlas                                  | Imno ning Kapampangan Probleme cu rularea acestui fișier? Vezi pagina de ajutor .                              |
| Pangasinan                            | Filipine                               | Luyag Ko Tan Yaman (Provincia și comoara mea)                                                                      | 2011             | Raul Tamayo | Deneo V. Tamayo                                  | |
| Penang                                | Malaysia                               | Untuk Negeri Kita (Pentru statul nostru)                                                                           | 1972             | Awaluddin Zainal Alam | Awaluddin Zainal Alam                            | Untuk Negeri Kita Probleme cu rularea acestui fișier? Vezi pagina de ajutor .                                  |
| Regiunea Penza                        | Rusia                                  | Gimn Penzenskoi oblasti (Imnul regiunii Penza)                                                                     | necunoscut       | necunoscut | necunoscut                                       | |
| Perak                                 | Malaysia                               | Allah Lanjutkan Usia Sultan (Allah să-l ocrotească pe Majestatea Sa, Sultanul)                                     | 1901             | Sultan Abdullah | Pierre-Jean de Béranger                          | Allah Lanjutkan Usia Sultan Probleme cu rularea acestui fișier? Vezi pagina de ajutor .                        |
| Perlis                                | Malaysia                               | Amin amin ya Rabaljalil (Amin, Amin, o, Doamne maiestuos)                                                          | 1935             | Syed Hamzah ibni al-Marhum Syed Safi Jamalullail                                                                             | Syed Hamzah ibni al-Marhum Syed Safi Jamalullail | Amin amin ya Rabaljalil Probleme cu rularea acestui fișier? Vezi pagina de ajutor .                            |
| Polinezia Franceză                    | Franța                                 | Ia Ora 'O Tahiti Nui (Trăiască Tahiti Nui)                                                                         | 1993             | Maeva Bougues, Irmine Tehei, Angèle Terorotua, Johanna Nouveau, Patrick Amaru, Louis Mamatui, Jean-Pierre și Pierre Célestin | Jean Paul Berlier                                | |
| Provența                              | Franța                                 | Cansoun de la coupo (Cântecul Cupei)                                                                               | necunoscut       | Micolau Sabòli | Frédéric Mistral                                 | |
| Puducherry                            | India                                  | Tamil Thai Valthu (Rugăciune către Mama Tamil)                                                                     | 2007             | Bharathidasan | L. Krishnan                                      | |
| Puerto Rico                           | Statele Unite                          | La Borinqueña (Cântecul Borinqueña)                                                                                | 1868             | Lola Rodríguez de Tió | Félix Astol Artés                                | La Borinqueña Probleme cu rularea acestui fișier? Vezi pagina de ajutor .                                      |
| Québec                                | Canada                                 | Gens du pays (Oamenii țării)                                                                                       | 1975             | Gilles Vigneault | Gilles Vigneault, Gaston Rochon                  | |
| Republica Populară Donețk             | Rusia (teritoriu disputat)             | Veliki Donbass, cest i gordost naroda (Marele Donbass, onoarea și mândria poporului)                               | 2017             | | Mihail Hohlov                                    | |
| Republica Populară Lugansk            | Rusia (teritoriu disputat)             | Gosudarstvennîi gimn Luganskoi Narodnoi Respubliki (Imnul de stat al Republicii Populare Lugansk)                  | 2016             | Vladimir Mihailov | Gheorghi Galin                                   | Gosudarstvennîi gimn Luganskoi Narodnoi Respubliki Probleme cu rularea acestui fișier? Vezi pagina de ajutor . |
| Republika Srpska                      | Bosnia și Herțegovina                  | Moja Republika (Republica mea)                                                                                     | 2008             | Mladen Matović | Mladen Matović                                   | Moja republika Probleme cu rularea acestui fișier? Vezi pagina de ajutor .                                     |
| Regiunea Rostov                       | Rusia                                  | Vskolîhnulsea, vzvolnovalsea pravoslavnîi Tihi Don (Liniștitul Don preavoslavnic s-a tulburat și a devenit agitat) | 1996             | Fedor Ivanovici Anisimov | Fedor Ivanovici Anisimov                         | Vskolîhnulsea, vzvolnovalsea pravoslavnîi Tihi Don Probleme cu rularea acestui fișier? Vezi pagina de ajutor . |
| Saarland                              | Germania                               | Saarlandlied (Cântec din Saarland)                                                                                 | 1921, 1956, 2003 | Richard Limberger/Karl Hogrebe (1956), Gerhard Tänzer (2003)                                                                 | Karl Hogrebe (1921)                              | |
| Saba                                  | Țările de Jos                          | Saba, you rise from the ocean (Saba, te înalți din ocean)                                                          | 1985, 2010       | Christina Maria Jeurissen | Christina Maria Jeurissen                        | Saba, you rise from the ocean Probleme cu rularea acestui fișier? Vezi pagina de ajutor .                      |
| Sabah                                 | Malaysia                               | Sabah Tanah Airku (Sabah, patria mea)                                                                              | 1963             | necunoscut | H.B. Hermann                                     | Sabah Tanah Airku Probleme cu rularea acestui fișier? Vezi pagina de ajutor .                                  |
| Saint-Martin                          | Franța                                 | O sweet Saint-Martin's Land (Oh, dulce pământ al Saint-Martin)                                                     | 1958             | Gerard Kemps | Gerard Kemps                                     | O Sweet Saint Martin's Land Probleme cu rularea acestui fișier? Vezi pagina de ajutor .                        |
| Salzburg                              | Austria                                | Salzburger Landeshymne (Imnul de stat al landului Salzburg)                                                        | 1928             | Anton Pichler | Ernst Sompek                                     | |
| Regiunea Samara                       | Rusia                                  | Gimn Samarskoi oblasti (Imnul de stat al regiunii Samaria)                                                         | necunoscut       | Oleg Bîcikov | Leonid Vohmeanin                                 | |
| Samoa Americană                       | Statele Unite                          | Amerika Samoa (Samoa Americană)                                                                                    | 1950             | Mariota Tiumalu Tuiasosopo                                                                                                   | Napoleon Andrew Tuiteleleapaga                   | Amerika Samoa Probleme cu rularea acestui fișier? Vezi pagina de ajutor .                                      |
| Sankt Petersburg                      | Rusia                                  | Gimn Sankt-Peterburga (Imnul Saint Petersburg)                                                                     | 2003             | Oleg Ciuprov | Reinhold Glière                                  | Gimn Sankt-Peterburga Probleme cu rularea acestui fișier? Vezi pagina de ajutor .                              |
| Sarawak                               | Malaysia                               | Ibu Pertiwiku (Patria mea)                                                                                         | 1988             | Dato' Haji Wan Othman, Ismail Hassan                                                                                         | Dato' Haji Wan Othman                            | Ibu Pertiwiku Probleme cu rularea acestui fișier? Vezi pagina de ajutor .                                      |
| Sardinia                              | Italia                                 | Su patriotu sardu a sos feudatarios (Patriotul sardinian către domnii săi feudali)                                 | 2018             | Frantziscu Ignatziu Mannu |                                                  | |
| Schleswig-Holstein                    | Germania                               | Wanke nicht, mein Vaterland (Nu te clinti, patria mea)                                                             | 1844             | Matthäus Friedrich Chemnitz                                                                                                  | Carl Gottlieb Bellmann                           | |
| Scoția                                | Regatul Unit                           | Flouer o Scotland (Floarea Scoției)                                                                                | 1966             | Roy Williamson | Roy Williamson                                   | |
| Selangor                              | Malaysia                               | Duli Yang Maha Mulia (Majestatea Voastră)                                                                          | 1967             | necunoscut | Saiful Bahri                                     | Duli Yang Maha Mulia Probleme cu rularea acestui fișier? Vezi pagina de ajutor .                               |
| Sevastopol                            | Teritoriu disputat de Rusia și Ucraina | Leghendarnîi Sevastopol (Legendarul Sevastopol)                                                                    | 1994             | Piotr Gradov | Vano Muradeli                                    | |
| Sicilia                               | Italia                                 | Madreterra (Mama Terra)                                                                                            | 2003             | Vincenzo Spampinato | Vincenzo Spampinato                              | Madreterra Probleme cu rularea acestui fișier? Vezi pagina de ajutor .                                         |
| Sint Maarten                          | Țările de Jos                          | O sweet Saint-Martin's Land (Oh, dulce pământ al Saint-Martin)                                                     | 1958             | Gerard Kemps | Gerard Kemps                                     | O Sweet Saint Martin's Land Probleme cu rularea acestui fișier? Vezi pagina de ajutor .                        |
| Stiria                                | Austria                                | Dachsteinlied (Cântec din Dachstein)                                                                               | 1929             | necunoscut | necunoscut                                       | Dachsteinlied Probleme cu rularea acestui fișier? Vezi pagina de ajutor .                                      |
| Sulawesi de Sud                       | Indonezia                              | Mars Sulawesi Selatan (Marșul Sulawesi de Sud)                                                                     | necunoscut       | Arifin Manggau | Arifin Manggau                                   | |
| Regiunea Tambov                       | Rusia                                  | Proșceanie slaveanki (Rămas bun de la Slavianka)                                                                   | 1912             | | Vasili Ivanovici Agapkin                         | Proșceanie slaveanki Probleme cu rularea acestui fișier? Vezi pagina de ajutor .                               |
| Tamil Nadu                            | India                                  | Tamiḻttāy Vāḻttu (Invocare către Mama Tamil)                                                                       | 2021             | Manonmaniam Sundaram Pillai                                                                                                  | M. S. Viswanathan                                | |
| Tangerang de Sud                      | Indonezia                              | Mars Kota Tangerang Selatan (Marșul Tangerangului de Sud)                                                          | necunoscut       | Al Mansyur, Yeni Widhawati și M. Anwar Gan                                                                                   | Al Mansyur, Yeni Widhawati și M. Anwar Gan       | |
| Tasmania                              | Australia                              | Tasmanian National Anthem (Imnul național al Tasmaniei)                                                            | 1870             | Frederick Augustus Packer | Frederick Augustus Packer                        | |
| Republica Tatarstan                   | Rusia                                  | Tatarstan Respublikasınıñ däwlät gimnı (Imnul național al Republicii Tatarstan)                                    | 1993             | Ramazan Baitimerov | Rustem Iahin                                     | Tatarstan Respublikasınıñ däwlät gimnı Probleme cu rularea acestui fișier? Vezi pagina de ajutor .             |
| Telangana                             | India                                  | Jaya Jaya He Telangana (Victorie pentru Telangana!)                                                                | 2024             | Ande Sri | Ande Sri                                         | |
| Terengganu                            | Malaysia                               | Selamat Sultan (Allah să-l ocrotească pe Sultan)                                                                   | 1927             | Mohamad Hashim bin Abu Bakar                                                                                                 | Mohamad Hashim bin Abu Bakar                     | Selamat Sultan Probleme cu rularea acestui fișier? Vezi pagina de ajutor .                                     |
| Teritoriile Federale ale Malaysiei    | Malaysia                               | Maju dan Sejahtera (Progres și prosperitate)                                                                       | 2011             | Syed Indera Syed Omar | Suhaimi Mohd Zain                                | Maju dan Sejahtera Probleme cu rularea acestui fișier? Vezi pagina de ajutor .                                 |
| Tirol                                 | Austria                                | Andreas-Hofer-Lied (Cântecul lui Andreas Hofer)                                                                    | 1948             | Julius Mosen | Leopold Knebelsberger                            | |
| Transcarpatia                         | Ucraina                                | Gimn podkarpatskih rusinov (Imnul Rusinilor subcarpatici)                                                          | 1919             | Aleksandr Vasilievici Duhnovici                                                                                              | Stefan Fencik                                    | |
| Transilvania                          | România                                | Siebenbürgenlied (Cântecul Ardealului)                                                                             | 1846             | Maximilian Leopold Moltke | Johann Lukas Hedwig                              | |
| Republica Tuva                        | Rusia                                  | Men – Tyva Men (Sunt tuvan)                                                                                        | 2011             | Bayantsagaan Oohiy | Olonbayar Gantomir                               | Men – Tyva Men Probleme cu rularea acestui fișier? Vezi pagina de ajutor .                                     |
| Țara Galilor                          | Regatul Unit                           | Hen Wlad Fy Nhadau (Patria strămoșilor mei)                                                                        | 1856             | Evan James | James James                                      | Hen Wlad Fy Nhadau Probleme cu rularea acestui fișier? Vezi pagina de ajutor .                                 |
| Ținutul Secuiesc                      | România                                | Székely himnusz (Imnul secuiesc)                                                                                   | 2009             | György Csanády | Kálmán Mihalik                                   | Székely himnusz Probleme cu rularea acestui fișier? Vezi pagina de ajutor .                                    |
| Republica Udmurtia                    | Rusia                                  | Shundy sios ӝuato palezez (Soarele strălucește în tufișurile stacojii de trandafiri sălbatici)                     | 2002             | Tatiana Vladikina, Alexei Șeptalin                                                                                           | Gherman și Alexandr Korepanov                    | Shundy sios ӝuato palezez Probleme cu rularea acestui fișier? Vezi pagina de ajutor .                          |
| Utrecht                               | Țările de Jos                          | Langs de Vecht en d'oude Rijnstroom (De-a lungul râului Vecht și al bătrânului Rin)                                | 1953             | Jan Küppers | Henry Smart                                      | |
| Uttarakhand                           | India                                  | Uttarakhand Devabhumi Matribhumi (Uttarakhand, țară a zeilor, oh, patrie!)                                         | 2016             | Hemant Bisht | Narendra Singh Negi                              | |
| Valais                                | Elveția                                | Walliser Lied / Notre Valais (Cîntec din Valais / Valais al nostru)                                                | 2016             | Leo Luzian von Roten | Ferdinand Othon Wolf                             | |
| Valencia                              | Spania                                 | Himne de l'Exposició (Imnul Valenciei)                                                                             | 1909             | Maximilià Thous i Orts | Josep Serrano Simeón                             | Himne de l'Exposició Probleme cu rularea acestui fișier? Vezi pagina de ajutor .                               |
| Valle d'Aosta                         | Italia                                 | Montagnes Valdôtaines (Munții din Valle d'Aosta)                                                                   | 1832, 2006       | Alfred Roland, Flaminie Porté                                                                                                | Alfred Roland, Teresio Colombotto                | |
| Valonia                               | Belgia                                 | Le Chant des Wallons (Cântecul valonilor)                                                                          | 1901, 1998       | Théophile Bovy | Louis Hillier                                    | Le Chant des Wallons Probleme cu rularea acestui fișier? Vezi pagina de ajutor .                               |
| Vorarlberg                            | Austria                                | ’s Ländle, meine Heimat (Vorarlberg, patria mea)                                                                   | 1949             | Anton Schmutzer | Anton Schmutzer                                  | ’s Ländle, meine Heimat Probleme cu rularea acestui fișier? Vezi pagina de ajutor .                            |
| Yogyakarta                            | Indonezia                              | Mars Pemerintah Daerah Istimewa Yogyakarta (Imnul regiunii speciale Yogyakarta)                                    | necunoscut       | Bakti Setyaji | Bakti Setyaji                                    | |
| Zacatecas                             | Mexic                                  | Marcha de Zacatecas (Marșul Zacatecas)                                                                             | 1892             | Genaro Codina | Fernando Villalpando                             | Marcha de Zacatecas Probleme cu rularea acestui fișier? Vezi pagina de ajutor .                                |
| Zeelanda                              | Țările de Jos                          | Zeeuws volkslied (Imnul zeelandic)                                                                                 | 1919             | Daniël Adrianus Poldermans                                                                                                   | Johannes Morks                                   | |